# Desaparecidos políticos no Brasil
Desaparecidos políticos no Brasil é a denominação dada aos militantes de organizações de oposição à ditadura militar (1964–1985) cujo paradeiro é desconhecido ou cuja morte é presumida, embora não comprovada. A responsabilidade por esses desaparecimentos forçados durante a ditadura tem sido atribuída a organizações do Estado brasileiro ou a terceiros — com autorização, apoio ou consentimento dos governantes da época.
No início da década de 1970 o aparelho repressivo governamental  passou a adotar meios ilegais de repressão política, tais como sequestro, cárcere privado, tortura, assassinato e ocultação de cadáver. De acordo com o livro Direito à memória e à verdade, publicado pela Secretaria de Direitos Humanos da Presidência da República durante a [ Ditadura militar
]], 475 pessoas morreram ou desapareceram por motivos políticos naqueles anos. Esse número pode ser muito maior se levarmos em conta a extensão territorial do Brasil, a ausência de estudos estatísticos, o elevado número de pedidos de indenização, a inclusão de não militantes na lista de desaparecidos e aqueles cujos familiares não deram queixa.
Em contrapartida, os militares também homenagearam as 126 vítimas de guerrilha, instalando placas com os nomes  desses mortos no Salão Nobre do Clube Militar do Rio de Janeiro em 1 de abril de 2009,

## Desaparecidos políticos
140 militantes políticos desapareceram, desde 1964, sendo que, segundo testemunhas, muitas dessas pessoas se encontravam então sob custódia de órgãos governamentais, tais como DOPS, Cenimar e CIEx. Os desaparecimentos ocorreram, principalmente, durante o auge da ditadura, nos governos dos generais-presidentes Emílio Médici e Ernesto Geisel. O período do governo Médici foi considerado particularmente brutal pelas organizações de direitos humanos.

## Governos
Durante décadas, sucessivos governos — tanto os militares como os civis que os sucederam — recusaram-se a admitir qualquer  responsabilidade sobre o destino ou o paradeiro dessas pessoas, ignorando os pedidos  de informação dos familiares de desaparecidos políticos.
Somente em dezembro de 1995, no primeiro mandato de Fernando Henrique Cardoso, o governo brasileiro decidiu reconhecer a morte dos desaparecidos entre 1961 e 1979 — conforme uma lista elaborada havia mais de duas décadas por diversas organizações de direitos humanos. Assim, após sancionada a Lei n°9.140, foi possível a emissão de atestados de óbitos dessas pessoas. Apesar do reconhecimento oficial da morte dos desaparecidos, com a consequente responsabilização do Estado brasileiro, o decreto não foi inteiramente cumprido pois, passadas mais de três décadas desde os desaparecimentos (ocorridos principalmente entre 1970 e 1975), as circunstâncias das mortes dos desaparecidos  ainda não foram esclarecidas.
Maria do Rosário, que assumiu como ministra da Secretaria Especial dos Direitos Humanos no início de 2011, defendeu, em seu discurso de posse, a responsabilização do Estado pelos crimes de violação dos direitos humanos durante a ditadura militar. Ela também pediu a aprovação da criação, pelo Congresso Nacional, de uma Comissão da Verdade, cuja finalidade seria investigar os desaparecimentos de militantes políticos.
Foram pagas indenizações aos familiares mais próximos das vítimas, embora várias famílias ainda contestem os valores dessas indenizações na Justiça, por considerá-los baixos. Em 2010, as indenizações somavam mais de R$ 4 bilhões e são isentas de imposto de renda.

## Desaparecimento forçado
O desaparecimento forçado de militantes políticos não ficou restrito ao Brasil. As ditaduras militares instauradas América do Sul a partir dos anos 1960 colaboraram entre si na chamada Operação Condor e se utilizaram também do desaparecimento como um expediente para camuflar a eliminação de dissidentes.  Argentina, Chile e Uruguai têm, igualmente, suas listas de desaparecidos. Na Argentina e no Chile, os números chegam a dezenas de milhares de pessoas, de ambos os sexos e de todas as idades.